# Atolón Pakin
El Atolón Pakin (en inglés: Pakin Atoll) es un pequeño atolón, ubicado cerca de la costa noroeste de Pohnpei, en los Estados Federados de Micronesia. Junto con el cercano atolón de Ant constituyen el grupo de islas Senyavin.
Pakin tiene una población de alrededor de 100-200 personas y una sola escuela primaria además de una iglesia. Es un sitio popular entre los turistas para el buceo y el snorkel.